# Frank Lautenberg

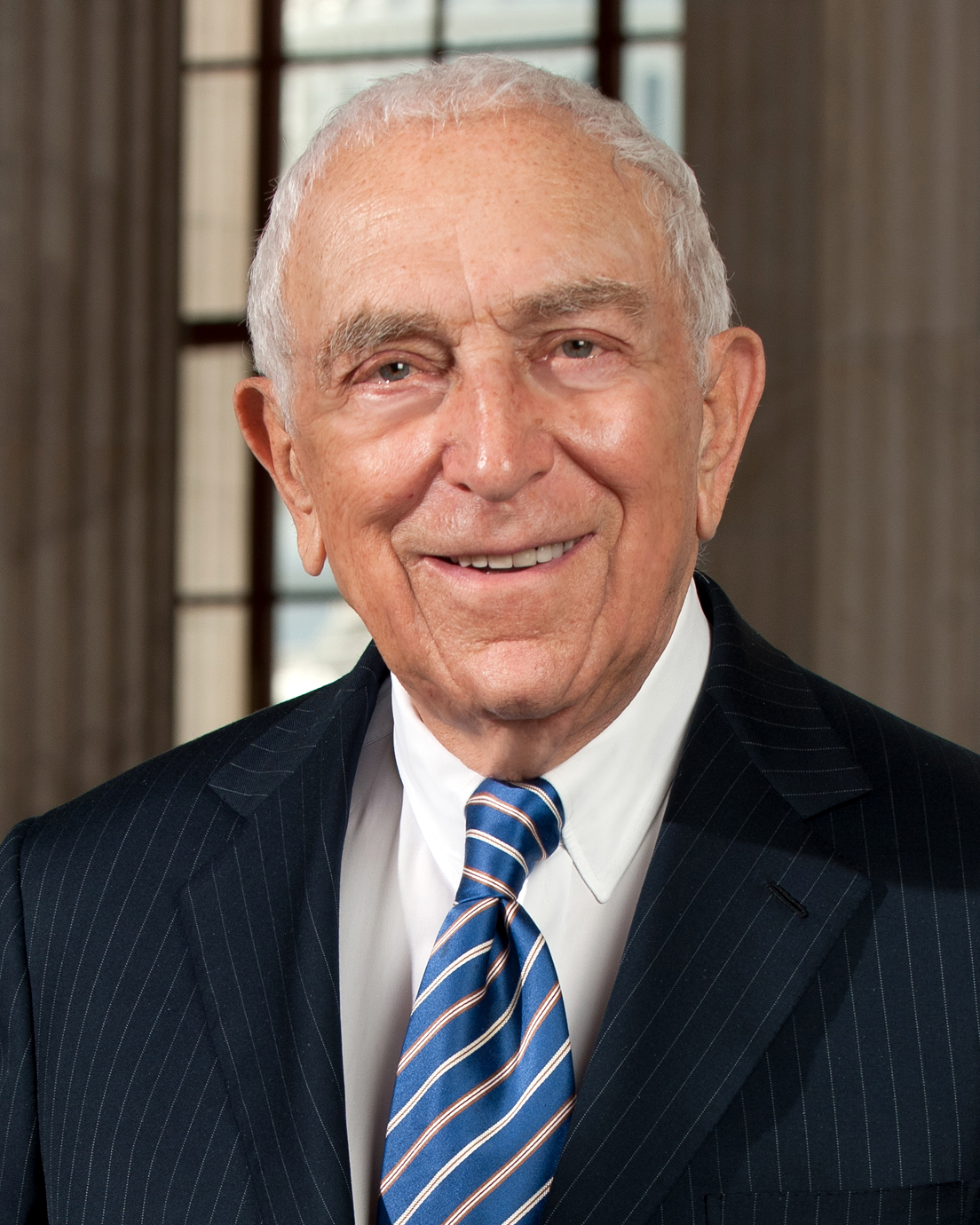
Frank Lautenberg (2011)

Frank Raleigh Lautenberg (* 23. Januar 1924 in Paterson, New Jersey; † 3. Juni 2013 in New York City) war ein US-amerikanischer Politiker der Demokratischen Partei.

## Leben
Lautenberg, Sohn armer jüdischer Einwanderer, besuchte die Nutley High School und diente danach im Zweiten Weltkrieg. Nach Kriegsende studierte er an der Columbia Business School Ökonomie. Danach war er Mitgründer des Unternehmens Automatic Data Processing, dessen Vorsitzender er wurde.
Von 1982 bis 2001 war er für den Bundesstaat New Jersey erstmals Senator. Zuvor hatte diesen Sitz Harrison A. Williams inne, ebenfalls Mitglied der Demokratischen Partei. 2000 gab Lautenberg seinen Rückzug als Senator bekannt, im Jahr darauf folgte ihm der Demokrat Jon Corzine. 2002 wurde er für den zweiten Senatorenposten New Jerseys nominiert, nachdem der vorherige demokratische Amtsinhaber Robert Torricelli in einen Korruptionsskandal verwickelt war. Er gewann die Wahl 2002 gegen den Republikaner Douglas Forrester. Am 4. November 2008 wurde er als Senator erneut wiedergewählt; er setzte sich dabei mit 55,5 Prozent der Stimmen gegen den ehemaligen republikanischen Kongressabgeordneten Dick Zimmer (42,5 %) durch. Ein wichtiger Aspekt seiner politischen Arbeit war der Einsatz für die Freilassung der Juden in der Sowjetunion. Das im Oktober 1989 verabschiedete Lautenberg-Amendment bedeutete eine wesentliche Erleichterung der Emigration der Juden aus der damaligen UdSSR. 
Seit 2011 hatte er sich für die Überarbeitung der Chemikalienregulierung starkgemacht.
Bei seinem Tod war Lautenberg das älteste Mitglied des Senats der Vereinigten Staaten.
Frank Lautenberg hatte aus seiner ersten geschiedenen Ehe mit Lois Lautenberg vier Kinder. 2001 heiratete er Bonnie S. Englebardt. Auf Martha’s Vineyard besaß er einen Sommersitz. Er starb 89-jährig am 3. Juni 2013 in Manhattan.
Lautenberg hat sich in seiner Amtszeit massiv für Eisenbahnprojekte und Pendlerbelange eingesetzt.
Nach ihm ist der Bahnhof Frank R. Lautenberg Station in Secaucus benannt.
Sein Leichnam wurde nach der Trauerfeier mit einem Amtrak-Zug von dem nach ihm benannten Bahnhof nach Washington überführt.
Am 3. Mai 2024 wurde ihm von US-Präsident Joe Biden posthum die Presidential Medal of Freedom verliehen.